# VaMP
VaMP är ett förarlöst fordon som utvecklades under 1990-talet i projektet EUREKA Prometheus Project. Fordonet fanns i två exemplar varav nummer två kallades för VITA-2. Bägge fordonen var fullt autonoma och orienterade sig med optiska sensorer och datorstöd.